# 世田谷区立瀬田中学校
世田谷区立瀬田中学校（せたがやくりつせたちゅうがっこう）は、東京都世田谷区瀬田2丁目にある区立中学校。本校と世田谷区立瀬田小学校、世田谷区立二子玉川小学校及び世田谷区立玉川保育園と世田谷区立用賀保育園（本園）・世田谷区立用賀保育園分園わくわく保育園及びの身延山保育園分園さくら保育園分園の7校園で、多摩川の学び舎を構成する。

## 沿革
- 1948年（昭和23年）
  - 12月17日 - 設立[1]。
  - 12月23日 - 桜町中学校と二子玉川中学校が合併し、開校。開校時点の職員数18名・生徒数438名。
- 1949年（昭和24年）12月23日 - 校歌制定。
- 1956年（昭和31年）1月26日 - 図書館落成式挙行。
- 1957年（昭和32年）11月22日 - 体育館兼講堂落成式挙行。
- 1958年（昭和33年）11月22日 - 創立10周年記念文化祭開催。
- 1959年（昭和34年）4月1日 - 分校が、用賀中学校として独立。
- 1962年（昭和37年）12月22日 - プール落成。
- 1963年（昭和38年）7月1日 - 鉄筋校舎7教室落成。
- 1964年（昭和39年）6月1日 - 鉄筋校舎8教室落成。
- 1970年（昭和45年）4月1日 - この年度の新1年生から標準服改正。
- 1971年（昭和46年）5月6日 - 給食開始。
- 1975年（昭和50年）
  - 3月10日 - 体育館改築。
  - 5月13日 - 鉄筋校舎13教室落成。
- 1977年（昭和52年）3月20日 - 鉄筋校舎4教室落成。
- 1978年（昭和53年）3月20日 - 校庭整備及びスプリンクラー設置。
- 1979年（昭和54年）9月14日 - 北門（給食室前）整備。
- 1981年（昭和56年）8月31日 - 校舎北側第2テニスコート落成。
- 1982年（昭和57年）3月31日 - 普通教室（3）と特別教室（2）及び西館完成。
- 1985年（昭和60年）5月11日 - 格技室、クラブハウス、プール、テニスコート、体育倉庫、校庭土留の落成。
- 1986年（昭和61年）
  - 3月31日 - 旧校舎屋上防水改修と理科観察池設置。
  - 8月31日 - 旧校舎大規模改修工事（内装）完成。
- 1990年（平成2年）12月17日 - パソコンルーム完成。
- 1991年（平成3年）9月10日 - 内部改修工事（第1・2理科室床面、被服、調理室床面、金工・木工室、用務主事室内装）。
- 1995年（平成7年）8月31日 - 西側校舎外壁塗装と普通教室照明増灯の両工事完了。
- 1996年（平成8年）10月31日 - 体育館改修とプール塗装の両工事完了。
- 1997年（平成9年）9月30日 - 東側校舎外壁塗装完了。
- 1998年（平成10年）
  - 9月10日 - 西側音楽室棟外壁塗装完了。
  - 11月7日 - 創立50周年記念式典挙行し、校歌板を設置。
- 1999年（平成11年）3月15日 - テニスコート（全天候型）改修工事完了。
- 2001年（平成13年）
  - 3月28日 - 進路相談室設置。
  - 4月1日 - 教育目標検討委員会発足。
  - 4月16日 - ステップ（放課後支援活動）開始。
- 2005年（平成17年）3月31日 - 自校方式給食室設置工事完了。
- 2009年（平成21年）10月28日 - 耐震工事完了。
- 2010年（平成22年）4月1日 - この年度の新1年生より標準服改定。
- 2013年（平成25年）
  - 2月5日 - 校庭改修工事完了。
  - 4月1日 - この年度の新1年生より体育着改定。
- 2014年（平成26年）
  - 4月1日 - オリンピック推進教育校に指定。
  - 6月1日 - 格技室天井工事完了。
- 2015年（平成27年）5月18日 - 標準服（夏服）にポロシャツを導入。
- 2017年（平成29年）8月28日 - 西校舎教室・廊下間仕切改修工事完了。
- 2018年（平成30年）9月28日 - 東校舎外壁改修と屋上防水の両工事完了。
- 2019年（平成31年・令和元年）
  - 2月28日 - 東側フェンス改修工事完了。
  - 9月30日 - 西校舎外壁改修と屋上防水の両工事完了。
- 2020年（令和2年）
  - 2月25日 - 体育館エアコン設置工事完了。
  - 9月30日 - 体育館耐震補強と音楽室棟外壁塗装・屋上防水の各工事が完了。
- 2021年（令和3年）10月1日 - 新第一音楽室・新第二音楽室完成。
- 2022年（令和4年）4月1日 - 瀬田小学校との新BOP運営開始。

## 教育目標
-よき校風を継承し、豊かな心を持ち行動力のある生徒の育成-
- 学ぶ力・考える力を身につける
- お互いを認め合う中で自分のよさを知る
- 地域・社会の一員として健全な心身を養う

## スローガン
- 『信頼と思いやり』

## 校区
出典
- 上野毛3丁目（15番、16番）
- 上野毛4丁目（22～24番、38番、39番）
- 瀬田1丁目（全域）
- 瀬田2丁目（全域）
- 瀬田3丁目（全域）
- 瀬田4丁目（全域）
- 瀬田5丁目（全域）
- 玉川1丁目（全域）
- 玉川2丁目（全域）
- 玉川3丁目（全域）
- 玉川4丁目（全域）
- 玉川台1丁目（全域）
- 玉川台2丁目（1～4番、7～16番）
- 用賀1丁目（9～27番）
- 用賀2丁目（13～41番）

## 学校周辺
- 瀬田中さくら青空通り（世田谷区道）
- 世田谷区立瀬田小学校
- 国道466号線（東京都道311号環状八号線との重複区間内）
  - 東急バス「瀬田中学」停留所
- このほか、中小規模のマンション・アパートなどの住宅や商店も点在する。

## アクセス
- 東急バス「園01」系統で、「瀬田中学」停留所下車後、徒歩1分。
  - なお、「瀬田中学」停留所には、「瀬田営業所 - 二子玉川駅線」（入出庫系統）も通るが、運行は朝（二子玉川駅行）と夜間（瀬田営業所行）のみ。
- 東急電鉄
  - 田園都市線二子玉川・用賀両駅から、徒歩12分。
  - 大井町線上野毛駅から、徒歩12分。

## その他
体操服の短パンは1990年代前半から2000年ごろにかけてジョギングパンツ型のものが使われていた。ミズノアスリートで男子が青色のインナーなしタイプ・女子が緑色のインナー付きのタイプだった。